# فهرست کانال‌های یوتیوب با بیشترین بازدید

کمپانی هندی تی-سریز، پربازدیدترین کانال یوتیوب است.

در فهرست پربازدیدترین کانال‌های یوتیوب، تی-سریز در صدر قرار گرفته‌است. تی-سریز در ۱۶ فوریه ۲۰۱۷ به پربیننده‌ترین کانال یوتیوب تبدیل شد و تا ژانویه ۲۰۲۳ بیش از ۲۱۱ میلیارد بازدید دارد.

## فهرست
| رتبه                    | نام کانال              | بازدیدها (میلیارد) | زبان اصلی           | رده محتوا    | کشور                |
| ----------------------- | ---------------------- | ------------------ | ------------------- | ------------ | ------------------- |
| ۱.                      | تی-سریز                | ۲۱۱                | زبان هندی           | موزیک        | هند                 |
| ۲.                      | کوکوملون               | ۱۴۸                | زبان انگلیسی        | آموزش کودکان | ایالات متحده آمریکا |
| ۳.                      | تلویزیون سرگرمی سونی   | ۱۳۷                | هندی                | سرگرمی       | هند                 |
| ۴.                      | سونی اس‌اِی‌بی            | ۹۰                 | هندی                | سرگرمی       | هند                 |
| ۵.                      | لایک نستیا             | ۸۷                 | زبان روسی و انگلیسی | سرگرمی       | روسیه               |
| ۶.                      | کیدز دایانا شو         | ۸۶                 | انگلیسی             | سرگرمی       | اوکراین             |
| ۷.                      | دبلیودبلیوئی           | ۷۳                 | انگلیسی             | ورزشی        | ایالات متحده آمریکا |
| ۸.                      | ولاد و نیکی            | ۷۲                 | انگلیسی             | سرگرمی       | ایالات متحده آمریکا |
| ۹.                      | راتن تومیتوز مووی‌کلیپس | ۵۹                 | انگلیسی             | فیلم         | ایالات متحده آمریکا |
| ۱۰.                     | کالر تی‌وی              | ۵۷                 | هندی                | سرگرمی       | هند                 |
| تا تاریخ ۱۰ ژانویه ۲۰۲۳ |                        |                    |                     |              |                     |